# HYTAS
HYTAS (Hybrides Teilnehmer-Anschlusssystem) ist eine 1994 von ke Kommunikation-Elektronik entwickelte Technik zur Realisierung einer Active-Optical-Network-Architektur im Glasfasernetz.
Das System ist Bestandteil des ISIS-Konzeptes (Integriertes System zur Bereitstellung von Netzinfrastruktur auf optischer Basis) der Deutschen Bundespost Telekom und werde erstmals im Rahmen des OPAL 94 Projektes verbaut.
HYTAS verfügt über eine V5-Schnittstelle zur direkten Anbindung an die Vermittlungstechnik (zum Beispiel EWSD oder S12) und wird über das Netzmanagementsystem KENOS NMS administriert.
Im Wesentlichen implementiert HYTAS eine Netzwerkstruktur, wie sie 1991 vom damaligen Vorstand für Technik und Netze der Deutschen Bundespost Telekom vorgeschlagen wurde.
HYTAS wurde bei der Deutschen Telekom mit dem Abschluss der IP-Migration zum Ende des Jahres 2021 außer Betrieb genommen.

## Geschichte
Basierend auf Erfahrungen mit der Entwicklung optischer Leitungsausrüstungen für 34 und 140 Mbit/s ab 1983, mit PCM 2-Systemen ab 1987 und ersten Übertragungssystemen für den Teilnehmeranschlussbereich (FONTAS), die ab 1991 geliefert wurden, erfolgte 1994 die Markteinführung von HYTAS, welches das Hauptprodukt von ke Kommunikations-Elektronik wurde und 1997 den größten Teil der optischen Zugangsnetze der Deutsche Telekom AG ausmachte.
Alcatel, Bosch und Siemens bekamen Aufträge zum Ausbau der HYTAS-Netze, da die Menge der zu installierenden Technik die Kapazitäten von ke überstieg.
1998 versorgten 30 Netzbetreiber in 7 Ländern mit HYTAS insgesamt 5 Millionen Kunden mit Sprach- und Datendiensten. Im Zuge der engeren Integration in Alcatel erhielt HYTAS den Namen Alcatel 1575, konkurrierte zunächst intern mit Alcatel 1540 Litespan, wurde dann aber eingestellt.

## Komponentenüberblick
(Quelle:)

### Optical Line Termination (OLT)
Der vermittlungsseitige Netzabschluss der OLT besteht aus:
- TU2M und TUSig zur Anbindung der Vermittlungstechnik über V5-Schnittstelle
  - Alternativ können auch Channelbanks (CHB) für Festverbindungen eingesetzt werden.
- Crossconnect (CC) zur freien Verschaltung von B-Kanal und D-Kanal der ISDN-Verbindungen mit einer Kapazität von 1664 × 64 kbit/s
- Optischer Multiplexer, Transmitter und Receiver (OMTR) Baugruppen, die jeweils bis zu 140Mbit/s (557 Mbit/s) optisch zum OLD transportieren.
  - Alternativ können auch EMTR Baugruppen verwendet werden, die elektrisch transportieren.
  - Alternativ können auch OMTR4 Baugruppen verwendet werden, die 557 Mbit/s transportieren.
- Eine System Management Unit (SMU), die das System mit dem KENOS NMS verbindet und die Baugruppen im OLT verwaltet

### Optical Line Divisor (OLD)
In unterschiedlichen Varianten mit 140 Mbit/s für Outdoor-Installationen oder 557 Mbit/s für Indoor-Installationen. Teilt das ankommende Signal in 10,24-Mbit/s (34-Mbit/s)-Datenströme auf und verteilt es an die ONUs beziehungsweise ONTs.

### Optical Network Unit (ONU)
Bei FTTD aus ONT + SU bestehend.
Bauformen der ONU:
- ONU-B: Einbau in Gebäude, für 16 SU
- ONU-C: ONU-Curb zum Einbau in KVz 83 MX für 16 SU
- ONU-E: BGTR zum Einbau in Systemschrank für 16 SU
- ONU/NT: Kombination aus ONU-B und ONT-B für 16 SU + 12 Ports
- ONU-U: zum Einbau in Unterflurbehälter für 1 SU
- ONU-S: zum Einbau in KVz 92 für 1 SU
- ONU-VE (ONU 5 Exchange): zum Einbau in BVSt (Bereichsvermittlungsstelle), je ONU bis zu 472 TelAs
- ONU-VC (ONU 5 Curb): zum Einbau in KVz 83 MX, je ONU bis zu 376 TelAs
- ONU-VB (ONU 5 Building): zum Einbau in Systemschrank, je ONU bis zu 472 TelAs

Die ONU terminiert den 10,24-Mbit/s (34-Mbit/s)-Datenstrom vom OLD, teilt diesen in vier 2,56-Mbit/s-Datenströme auf und verteilt diese über einen Bus an die integrierten Teilnehmerbaugruppen.

### Optical Network Termination (ONT)
Bauformen des ONT:
- ONT-S: Einbau in KVz 92
- ONT-U: Einbau in Unterflurbehälter
- ONT-B: Einbau im Gebäude
- ONT-B/L: Einbau im Gebäude mit lokaler Spannungsversorgung
- ONT 64: Einbau im Systemschrank beim Kunden
- ONU/NT: Kombination aus ONU-B und ONT-B für 16 SU + 12 Ports.

Nur bei FTTD. Besteht aus Line Interface Network Termination (LI-NT oder LIH-NT), System Management Unit (SMU-NT) und 4 Port4-Karten. Die Spannungsversorgung erfolgt über ein Kupferbeilaufkabel vom OLD aus (Ausnahme ONT-B/L), dieses wird mit 110 V betrieben.
Das Line Interface vollzieht die optisch-elektrische Wandlung und erzeugt die 16 2,56-Mbit/s-Rahmen für die Port4-Baugruppen aus dem ankommenden 10,24-Mbit/s (34-Mbit/s)-Datenstrom vom OLD. Die 4 Port4-Karten bilden je 4 2,56 Mbit/s-Busse als 4-Draht-Schnittstelle in Richtung Service Unit aus. Hier wird auch die Fernspeisespannung über eine Phantomschaltung eingekoppelt. Je nach Kabeltyp ist die Entfernung auf max. 200 m (6 dB bei 1 MHz) zu den abgesetzten SUs limitiert.

### Service Unit (SU)
Werden in zwei Bauformen unterschieden:
- für ONT und ONU in Europakartenformat
- für ONU Typ V in Doppeleuropakartenformat

Europakartenformat: In ONU in Baugruppenträger (BGTR) eingesteckt, bei ONT in separaten Gehäuserahmen (GEHRA SU).
Stellt die Teilnehmerschnittstellen bereit: UK0-Schnittstelle für ISDN-Basisanschluss, S0-Schnittstelle für ISDN-Basisanschluss ohne NTBA, S2M-Schnittstelle für ISDN-Primärmultiplexanschluss und a/b-Schnittstelle für analogen Telefonanschluss. Abhängig vom Typ und Anschluss können je SU ein bis acht Teilnehmer angeschlossen werden. Die Service Units werden vom ONT ferngespeist.

## Varianten
In Deutschland existieren auf Basis des ISIS-Konzeptes der Telekom zwei unterschiedliche HYTAS-Varianten.

### HYTAS-Indoor
Die HYTAS-Komponenten (OLT, ONU) befinden sich ausschließlich innerhalb der lokalen Vermittlungsstelle und ersetzten einen Teil oder eine gesamte Abgesetzte periphere Einheit (APE). Dies stellt dem ISIS-Konzept nach eine Vorstufe des Outdoor-Ausbaus dar.

### HYTAS-Outdoor
HYTAS-Outdoor mit drei verschiedenen Ausbaustufen:
- FTTC – Fibre to the Curb (Glasfaser bis zum Kabelverzweiger)

Die Glasfaseranbindung reicht bis zum Kabelverzweiger (KVz). In diesem befindet sich die ONU, die die Teilnehmerschnittstellen bereitstellt.
- FTTD – Fibre to the Door (Glasfaser bis ans Haus)

Die Glasfaseranbindung reicht bis wenige Meter ans Haus. Dort befindet sich ein in die Straße eingelassener Behälter (oder als Säule im KVz 92), in dem sich der ONT befindet, welcher bis zu 16 HYTAS-Busse bereitstellt.
- FTTB – Fibre to the Building (Glasfaser bis ins Haus)

Diese Variante ist in Deutschland seltener anzutreffen und grundsätzlich mit dem FTTC-Ausbau vergleichbar. Die ONU befindet sich in diesem Fall in einem Technikschrank im Haus.

## Probleme der Technik
- DSL-Versorgung

DSL war bei der Outdoor-Variante in vielen Fällen nicht verfügbar. Seit 2007 stattete die Telekom jedoch beim FTTC-Ausbau bestimmte Kabelverzweiger mit Outdoor-DSLAMs für ADSL(2+) aus, sofern es für das Unternehmen wirtschaftlich erschien. FTTD-Installation profitieren von solchen Aufrüstungen nicht.
- Geringe Bandbreiten

Innerhalb des HYTAS-Netzes kommt es in vielen Anschlussbereichen zu Bandbreitenengpässen, da HYTAS technisch auf der Plesiochronen Digitalen Hierarchie (PDH) basiert.
Diese Probleme traten überwiegend bei älteren Versionen des Systems auf. Die Telekom ging in einigen Regionen dazu über, HYTAS gegen andere Techniken anderer Hersteller auszutauschen, um diese Probleme abzustellen.
Bereits 1997 wurde der Breitband-OLT (BOLT) beworben, der durch die Integration zusätzlicher vermittlungsseitiger SDH Schnittstellen bis zu 442 2-Mbit/s bereitstellen sollte. Im Rahmen der Übernahme von ke Kommunikation-Elektronik durch Alcatel wurde die Weiterentwicklung von HYTAS und damit auch des BOLT gestoppt, da Alcatel eigene konkurrierende Technik zum Netzausbau anbieten wollte.